# Добровільна асоціація українських жінок в Італії
Добровільна асоціація українських жінок в Італії (італ. Associazione di Volontariato Donne Ukraine in Italia) — безпартійна неприбуткова організація, яка представляє українську жіночу громаду на півдні Італії. Входить до Європейського Конгресу українців та СФУЖО. Діяльність спрямовано на збереження культурно-історичної ідентичності, захисту прав українок. Активно співпрацює з Генеральним Консульством України в Неаполі.

## Історія
Збільшення протягом 1990-х років української міграції до Кампанії, особливо міста Неаполь, значний відсоток якої складали жінки-заробітчанки, стимулював до об'єднання зусиль задля захисту своїх прав, а також збереження української мови та культури. Створенню відповідної організації сприяв загальноукраїнських рух в Італії, що розпочався у 2002 році.
Зрештою 27 квітня 2004 року на зібранні українки створили Асоціацію українських жінок в Італії, яка переважно охоплює мешканок міста Неаполь. Головою стала Олександра Фарима. У 2005 році Асоціація увійшла до Європейського Конґресу Українців та Світової федерації українських жіночих організацій, центр якої розташовано в США.
2014 року Асоціація увійшла до складу Громадської ради представників українських асоціацій, створеної Посольством України в Італії.

## Діяльність
Першим завданням було створення власної школи, яку було відкритого того ж року. Вона отримала назву Українська закордонна недільна школа ім. Лесі Українки. Першим директором стала Олександра Фарима. Школа допомагає учням 1-11 класів здобути знання згідно з програмовими вимогами Міністерства освіти України. В школі викладаються українська мова та література, українознавство, історія та географія України, етика, правознавство, образотворче мистецтво. Нині директором школи є Ольга Кобринович.
Асоціація також спрямувала свої зусилля для захисту інтересів українських жінок в Італії, а також неодноразово зверталася до міністерств України стосовно збереження своїх прав та гарантій як українських громадян. 
Під час Помаранчевої революції 2004 року та Революції гідності 2013—2014 років члени асоціації влаштовували демонстрації та пікети на підтримку виступів в Україні. З початком російської агресії в Криму та на Донбасі діяльність Асоціації на інформаційну та матеріальну підтримку українців в Україні посилилася (на підтримку ув'язнених в Росії, проти обстрілів Маріуполя, Волновахи, інших міст Донбасу). 
Для інформування щодо поточних подій в Італії та Україні в мережі Інтернет створено спеціальну FACEBOOK-сторінку Асоціації.